# District de Besalampy
Le district de Besalampy est un district de la région de Melaky, situé dans l'ouest de Madagascar.

## Acces
Par la route: de Antananarivo - Tsiroanomandidy -Besalampy par la route nationale n°1 

## Nature
- La Réserve spéciale de Maningoza se trouve près de commune de Besalampy[3]